# 作品社
作品社（さくひんしゃ）は、東京都千代田区にある人文社会科学系の出版社。

## 概要
ヘーゲルの著作を長谷川宏の訳で多く出版。そのほか社会科学・哲学書を多数刊行。
『日本の名随筆』シリーズや、八切止夫の作品出版を続けた。傍ら『ペニスの文化史』などの、性にまつわる文化史（あるいはセクソロジー）の翻訳本を多数出版している。『ヴァギナの文化史』は1年間で12刷を数えるほどのヒットとなり、『体位の文化史』は『タモリ倶楽部』で取り上げられ話題を集めた。仲正昌樹の「入門講義」シリーズが好評を博している。
熊野純彦訳『判断力批判』『実践理性批判』『純粋理性批判』を刊行し、カントの“三批判書”個人完訳を成し遂げた。海外文学では「金原瑞人選オールタイム・ベストYA」のシリーズがあり、八重樫克彦・八重樫由貴子訳でE・ロセーロ、M・バルガス＝リョサ、M・アギニスが刊行されている。岸本佐知子訳のリディア・デイヴィス、佐川愛子訳のE・ダンティカでも知られる。ジョン・ウィリアムズ／東江一紀訳『ストーナー』は第1回日本翻訳大賞読者賞を受賞した。

## 沿革
- 1979年1月設立。戦前の文芸同人誌『作品』（1930年から1940年まで刊行）が社名の由来。1980年には同名の純文芸雑誌『作品』を刊行したが、7号で休刊となった。編集長は寺田博、新人作家を対象にした文学賞「作品賞」も設けられ、稲葉真弓（当時のペンネームは倉田ゆみ）が花井俊子と同時受賞したが、雑誌の休刊により第1回で終わった。
- 1998年、第14回｢梓会出版文化賞｣受賞。
- 1999年、『日本の名随筆』シリーズにより、第53回「毎日出版文化賞｣を企画部門で受賞。
- 2018年、全8冊の田川建三訳著『新約聖書』やヘイドン・ホワイト著、岩崎稔監訳の歴史書『メタヒストリー』などが高い評価を受け、第34回｢梓会出版文化賞｣受賞。